# La Guerra Kree-Skrull
La Guerra Kree-Skrull es un arco de la historia que fue escrito por Roy Thomas y dibujado por Sal Buscema, Neal Adams y John Buscema. La historia se publicó originalmente en el título de cómic de Marvel Comics, Avengers # 89-97 (junio de 1971 - marzo de 1972).
La "Guerra Kree-Skrull" es notable por su alcance cósmico de guerra interestelar, enorme reparto de personajes, uso de metáfora y alegoría (por ejemplo, a Joseph McCarthy y HUAC), y la introducción de la Visión - Bruja Escarlata. El romance, que se convirtió en un tema continuo para los personajes (y los Vengadores) en los años venideros. La "guerra Kree-Skrull" es considerada por los críticos como un punto culminante de su era, y es la culminación de una serie de notables colaboraciones de Thomas-Adams de este período, que comenzó con su carrera en X-Men en 1969.

## Historial de publicaciones
El escritor Thomas admite que no tenía un "plan maestro" al escribir la historia más que las dos "razas rapaces, que se extienden por la galaxia... estarían en guerra en los confines del espacio, y que su conflicto amenazaría con extenderse". hacia la Tierra, convirtiendo nuestro planeta en el equivalente cósmico de alguna isla del Pacífico durante la Segunda Guerra Mundial". En este sentido, Thomas se inspiró en la novela de Raymond F. Jones de 1952, This Island Earth.
En el 2000, casi treinta años después de la publicación original de la "Guerra Kree-Skrull", Marvel produjo una colección de edición en rústica de todo el arco de la historia.
Como parte del evento Empyre de 2020, un preludio one-shot llamado Road to Empyre: The Kree / Skrull War # 1 detallará los orígenes del conflicto milenario entre las dos especies.

## Historia
El héroe Kree, el Capitán Marvel, que llega a la Tierra después de una prolongada estancia en la dimensión alternativa de la Zona Negativa, es capturado por varios miembros del equipo de superhéroes Los Vengadores: Quicksilver, la Bruja Escarlata y el androide Visión, con la ayuda de Mar-Vell (el verdadero nombre del héroe Kree) en algún momento, su compañero Rick Jones, y el propio Mar-Vell. Más tarde se reveló que él concibió un hijo con la princesa Annelle de Skrull durante este período de tiempo. Esto es necesario ya que Mar-Vell ha absorbido inadvertidamente una cantidad letal de radiación de pasar semanas en la Zona Negativa, y resultará fatal a menos que se trate. Con la ayuda de un científico, la Visión drena el exceso de radiación de Mar-Vell.
Una secuencia de flashback explica que los Vengadores detectan una alarma desde el Edificio Baxter, la sede de los Cuatro Fantásticos. Los Vengadores llegan al edificio y encuentran a Mar-Vell utilizando el portal a la Zona Negativa, creado por Reed Richards, para intentar liberar a Rick Jones de su necesidad de "compartir moléculas" (alternando entre el mismo espacio, uno en la Tierra y uno atrapado en la Zona Negativa hasta el canje). Mar-Vell tiene éxito, aunque mientras el portal de la Zona está abierto, los Vengadores se ven obligados a hacer retroceder a la entidad Annihilus, que intenta escapar de la Zona. Mar-Vell aprovecha la distracción para robar el quinjet Avengers, que se rastrea una vez que los Vengadores se dan cuenta de que el héroe Kree ha absorbido una cantidad letal de radiación. El flashback termina y el grupo es atacado por un robot Sentry, que captura a Mar-Vell y escapa. Los Vengadores son interrogados por la excolega de Mar-Vell, Carol Danvers.
Los Vengadores responden a una llamada de un miembro de Goliath, quien informa que está respondiendo una llamada de socorro de la Vengadora, Janet Pym, también conocida como la Avispa. Con su esposo y compañero Henry Pym, los dos se dirigían en barco a una base de investigación en el Círculo Ártico, para estudiar el efecto de la exploración de petróleo en el medio ambiente. La pareja aparentemente encontró una isla exuberante, e investiga como la Avispa y Yellowjacket. Yellowjacket adivina la verdad y aleja a la Avispa antes de llegar a la isla. Cuando él desaparece, la Avispa a su vez convoca a Goliat.
Los Vengadores llegan y son atacados una vez más por el Centinela, ahora ayudado por un Goliat hipnotizado. Los Vengadores derrotan a Goliat, pero no pueden detener al Centinela, que captura a todos menos a Quicksilver. Se revela que el culpable es Ronan el Acusador, ahora un proscrito de Kree. Ronan comienza el "Plan Atavus", con la intención de devolver la Tierra a un tiempo prehistórico para utilizarla como base en la guerra contra los Skrull. Ronan muestra a los héroes cómo los científicos de investigación en la base, y Henry Pym, se han convertido en hombres de las cavernas, que ahora codician a Janet Pym. Quicksilver llega y ataca, y Ronan termina la batalla cuando es contactado y avisado de un ataque inminente de los Skrull en el mundo natal Kree de Hala. A falta de propósito, el Centinela se autodestruye. Los Vengadores y Mar-Vell se recuperan y descubren que Pym y los otros científicos, como el medio ambiente, vuelven a la normalidad.
La existencia de Mar-Vell se revela cuando los científicos informan a las autoridades sobre lo que presenciaron, y se forma la "Comisión de Actividades Aliens", dirigida por el senador H. Warren Craddock. Los Vengadores aceptan participar en una audiencia, pero esto se abandona cuando los Vengadores se niegan a entregar a Mar-Vell. Los Vengadores animar a Mar-Vell para ir con Danvers a una granja privada, y aunque perseguido por Nick Fury de S.H.I.E.L.D. escape. Los Vengadores tratan con miembros frustrados del público, que atacan a la Mansión de los Vengadores y luego forzan su entrada para vandalizar el edificio.
Los vengadores Capitán América, Iron Man y Thor aparentemente regresan a la Mansión y anuncian que debido al comportamiento del equipo, ahora está disuelto para siempre. Quicksilver, la Bruja Escarlata y la Visión deciden irse y verificar a Mar-Vell, pero mientras están allí son atacados por lo que al principio parecen ser tres vacas . Las vacas disparan rayos de energía que paralizan la Visión, quienes mientras son capaces de volverse intangibles no pueden moverse. Quicksilver y la Bruja Escarlata son capturadas cuando las vacas se convierten en tres miembros de los Cuatro Fantásticos, y luego revelan que en realidad son Skrulls, los antiguos enemigos de los Kree. Al mismo tiempo, Danvers ha llevado a Mar-Vell a un barco Skrull que dice haber encontrado, y convence a Mar-Vell para que construya un "Proyector Omni-Wave", un dispositivo de comunicaciones que, en manos de quienes no son Kree, es un arma mortal. Mar-Vell, sin embargo, ve a través del engaño (ya que no hay humanos, solo Skrulls, sabe su nombre verdadero) y destruye el dispositivo, pero Danvers lo captura (ahora se revela que en realidad es el Super-Skrull) y junto con Quicksilver y La Bruja Escarlata es sacada de la Tierra.
Aunque está lesionada, la Visión puede regresar a la Mansión de los Vengadores, donde se han reunido los miembros fundadores Capitán América, Iron Man , Thor y Henry Pym (ahora en su identidad original de Ant-Man). Ant-Man se reduce al tamaño microscópico y entra en la Visión, y es capaz de reparar el androide. Ant-Man parte y al cuestionar la Visión de recuperación, los Vengadores determinaron que fueron los Skrulls, previamente disfrazados de vacas, los que disolvieron el equipo. Los cuatro Vengadores encuentran y capturan a los Skrull para interrogarlos, y determinan que los alienígenas son en realidad tres de los cuatro miembros del equipo de exploración original que una vez visitaron la Tierra y lucharon contra los Cuatro Fantásticos. Los Vengadores son atacados por un equipo de tres Mandroides, enviados por el senador Craddock para detener a los héroes por no cooperar. Iron Man (en secreto Tony Stark) diseñó los Mandroides y sobrecarga su armadura con una descarga eléctrica.
Al mismo tiempo, Tritón de los Inhumanos llega, e incapaz de localizar a los 4 Fantásticos, les pide a los Vengadores ayuda para localizar a su gobernante Black Bolt, ya que su hermano Maximus tomó el poder en su tierra natal, Attilan. Los Vengadores ayudan a Tritón, y después de localizar a Black Bolt acompañan a los Inhumanos a Attilan. Se revela que Maximus ha establecido una alianza con los Kree, y a cambio de la regencia utiliza la tecnología de Kree para controlar a la población, con la intención de utilizarlos como soldados contra los Skrulls. Los Vengadores derrotan a Maximus y sus secuaces, y después de restaurar Black Bolt para dejar el poder (con Goliath) para el espacio de Skrull, con la intención de rescatar a sus compañeros.
Mar-Vell es llevado al corazón del imperio de Skrull y después de que se le advirtió que los Vengadores cautivos serán ejecutados, se ve obligado a construir otro Proyector. Los Vengadores llegan al espacio de Skrull y detienen a la flota alienígena, mientras que Mar-Vell se ve obligada a usar el Proyector, que arroja a Rick Jones temporalmente de regreso a la Zona Negativa. Jones es rescatado de la Zona por el líder Kree, la Inteligencia Suprema, que desbloquea poderes mentales ocultos (la Fuerza del Destino) en Rick Jones, Rick envía una ola de la Edad de Oro, héroes con los Vengadores contra los Skrulls, terminando la guerra. La Fuerza del Destino también revierte al senador Craddock en la Tierra a su verdadera forma Skrull, revelando que fue el cuarto Skrull de la expedición a la Tierra, y posteriormente es asesinado por una turba enfurecida. Los héroes regresan a la Tierra para descubrir que se ha encontrado al verdadero senador Craddock y que se ha restaurado la reputación de los Vengadores.
El grupo secreto de los Illuminati finalmente se reveló que visitó los Imperios Kree y Skrull, y advirtió a los extraterrestres que no se toleraría la participación de la Tierra en sus guerras.

## En otros medios

### Televisión
- La Guerra Kree-Skrull iba a ser adaptada en la serie animada Silver Surfer, pero después de que el show fuera cancelado en 1998, la guerra nunca apareció.
- En la segunda temporada de The Super Hero Squad Show el Capitán Marvel desapareció durante una conferencia de paz entre los Kree y los Skrulls, obligando al Escuadrón a investigar. Después de que el Escuadrón fue capturado por los Skrulls, la carta de triunfo de Falcon, en la forma de la Bruja Escarlata, terminó la guerra entre los Kree y los Skrulls y derrotó al Thanos real, pero Thanos escapó.
- En The Avengers: Earth's Mightiest Heroes, Kang revela que pronto tendrá lugar una guerra Kree-Skrull en la Tierra y que el Capitán América pisará el lado equivocado y causará la extinción de la humanidad.

### Película
- Kevin Feige ha confirmado que en Capitana Marvel presentará la mitología de la Guerra Kree-Skrull.[9][10] En la película, el conflicto se describe como unilateral, con los Skrull siendo víctimas de la guerra genocida Kree. El Kree Mar-Vell va contra su gente y viaja a la Tierra para ayudar a los refugiados Skrull a esconderse de las fuerzas Kree. Carol Danvers, quien el Kree lavó el cerebro para luchar contra los Skrull, descubre la verdad y se rebela contra sus antiguos maestros, y ayuda a los Skrull a encontrar un nuevo hogar.